# Rusty Smith (patinador de velocidad)
Rusty Smith (27 de agosto de 1979) es un patinador de velocidad de pista corta de los Estados Unidos que ganó el bronce en los 500 m en los Juegos Olímpicos de Invierno de 2002 en Salt Lake City y otro bronce en los 5000 m en los Juegos Olímpicos de Invierno de 2006 en Turín.

## Polémica sobre la carrera de clasificación olímpica
En diciembre de 2001, Shani Davis viajó a Utah para competir por un puesto en el equipo de atletismo de los Juegos Olímpicos de Invierno de 2002. Sus compañeros de equipo Smith y Apolo Ohno ya tenían puestos en el equipo de seis hombres debido a los puntos ganados en carreras anteriores, y Ron Biondo fue el encargado de asegurar el tercer puesto. Para que Davis se clasificara, tendría que ganar la carrera final. Como tanto Ohno como Smith también estaban participando, Davis tendría que ganarle a ambos. Puesto que Ohno había dominado el encuentro hasta ese momento, ganando todas las carreras en las que participaba con facilidad, una victoria de Davis parecía ser una posibilidad remota. Sin embargo, la carrera de 1.000 metros terminaría con Ohno en tercer lugar, Smith en segundo lugar y Davis en lo más alto del podio.
Sin embargo, la victoria fue efímera, ya que los rumores empezaron a correr el rumor de que Ohno y Smith, ambos buenos amigos de Davis, lanzaron intencionadamente la carrera para que Davis ganara. Después de regresar a Colorado Springs, O'Hare presentaría una queja formal. Durante tres días, Ohno, Smith y Davis se presentaron ante un panel de arbitraje cuando tres de sus compañeros patinadores testificaron que escucharon a Ohno decirle a Smith que iba a dejar ganar a Davis.
Ohno confesaría más tarde que se retuvo inconscientemente por miedo a chocar de repente contra Davis o Smith, algo muy común en el deporte, señalando que no necesitaba ganar la carrera porque ya tenía un puesto en el equipo. La pregunta que persistió fue que si Ohno realmente se había contenido, ¿por qué seguía pasando a Ron Biondo? Algunos especulaban que Ohno impedía que Biondo desafiara a Smith, ya que Smith también necesitaba terminar por delante de Biondo para asegurarse un puesto en los 1.000 metros para Salt Lake. Incluso este escenario habría sido una violación de las reglas del patinaje en equipo. Ambas demandas no fueron probadas en el caso de arbitraje, y las tres fueron absueltas de culpa.
El 13 de febrero de 2002, el escritor de Sports Illustrated Brian Cazeneuve publicó un artículo en el que afirmaba que, después de revisar la carrera, "Hasta el día de hoy, no hay pruebas concretas de que ningún patinador haya violado el espíritu de la competición".  Sin embargo, Cazeneuve también publicaría los comentarios del comentarista de Outside Life Network Todd Harris y del patinador de velocidad de los Juegos Olímpicos de Invierno de 1998 Eric Flaim, que se hicieron durante la transmisión de la carrera; ambos hombres estuvieron de acuerdo en que Ohno y Smith no habían patinado al 100%.